# Wasserburg Deuna
Die Wasserburg Deuna, auch Dünde, Dühnde, Hinterschloss, Hinterhof genannt, ist eine Wasserburg in Deuna, einem Ortsteil der Gemeinde Niederorschel, im Landkreis Eichsfeld in Thüringen. Das Schloss Deuna befinden sich im Zentrum am westlichen Ende der Friedensstraße und ist eine der wenigen gut erhaltenen bewohnten und befestigten Anlagen des Eichsfeldes.

## Geschichte und Anlage
Die Wasserburg Deuna wurde im 13. Jahrhundert neben einer älteren Burganlage (welche der „Oberwall“ genannt wurde), von den Herren von Deuna zum Schutz einer Salzstraße im Leine- und Wippertal erbaut. Die Burg wurde 1262 erstmals erwähnt, ein „Henricus de Dunde“ und sein Sohn „Theodoricus“ wurden hierbei als Besitzer genannt. 1294 wurde die Burg vom Erzbischof von Mainz in Besitz genommen, nun wurden die Herren von Hagen mit der Burg belehnt. Bei Kämpfen im Jahre 1315 wurden beide Deunarer Burgen zerstört, die Herren von Hagen erneuerten danach wahrscheinlich nur die südliche Anlage. 1376 wurde ein Hartung von Knorr mit dem Oberwall belehnt.
1515 weilte Martin Luther als Gast der Familie des Hans von Hagen auf dessen Schloss in Deuna. Die Adelsfamilie trat zum evangelischen Bekenntnis über. Im Bauernkrieg wurde die Burg 1525 von aufständischen Bauern eingenommen und zerstört. Hans von Hagen flüchtete mit seiner Familie vor den Gewaltexzessen in die Reichsstadt Nordhausen. In der Zeit der Gegenreformation blieb die Familie von Hagen protestantisch und erbaute 1686 die Gutsanlage Vorderhof.

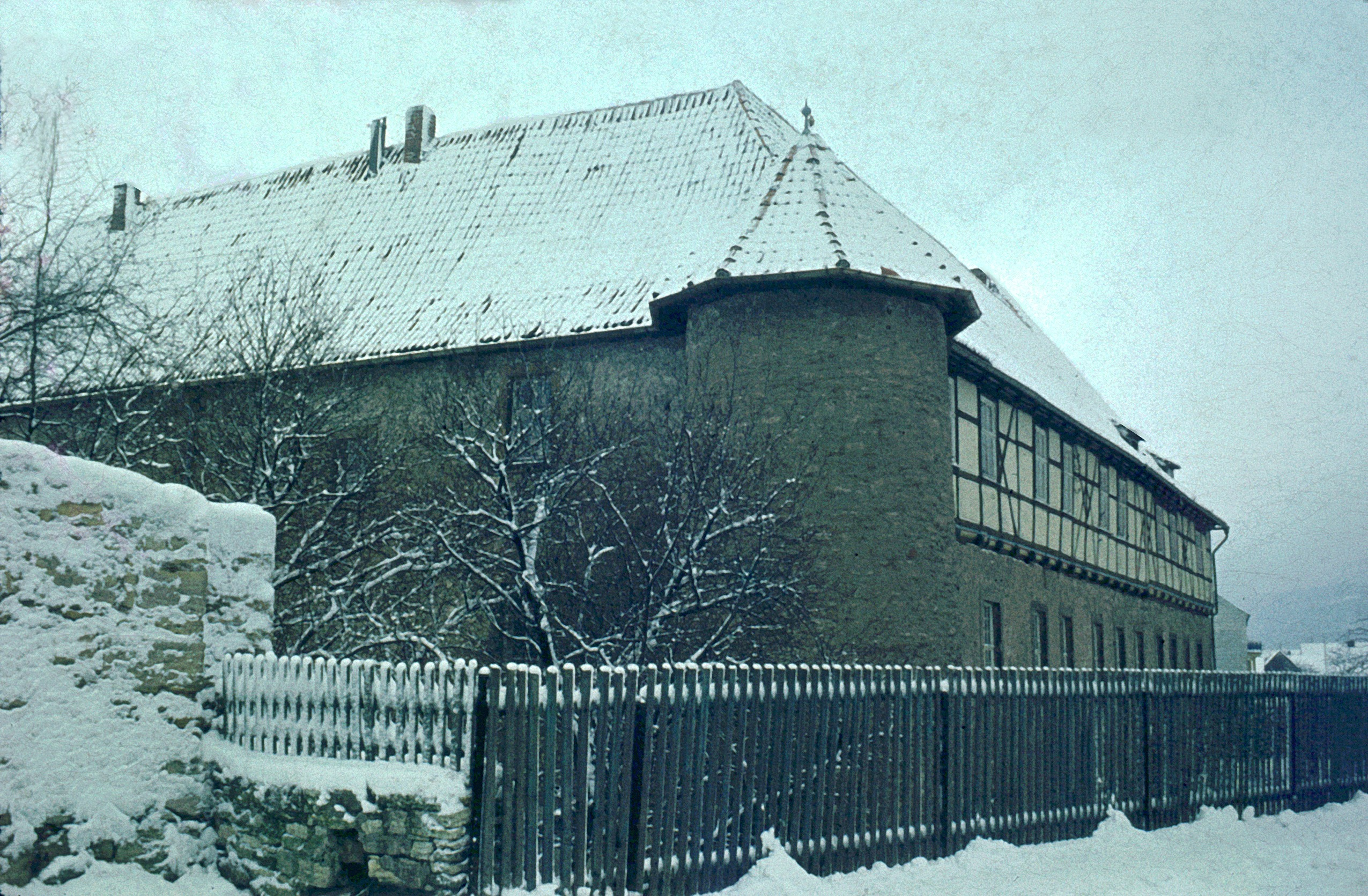
Burg Deuna

Nach ihrer Standeserhöhung zu Freiherren und Grafen renovierte die Familie die Burg. Auf dem massiven dreiflügeligen Unterbau aus Naturstein wurde ein Fachwerk aufgesetzt, der Burggraben auf der Südseite zugeschüttet um einen Garten anlegen zu können. Im 19. Jahrhundert wurde der Hagensche Schlossbesitz geteilt, es entstanden Hinterhof und Vorderhof als zwei wirtschaftlich getrennte Rittergüter, die 1945 im Zuge der Bodenreform enteignet wurden. Heute beherbergt die Burg ein Altenheim.
Als ursprüngliche Anlage wird nach Bienert eine 32 × 47 m große Erhebung nördlich des Schlosses angesehen.
Das Schloss ist eine kompakte, kastellartige, dreiflüglige Anlage und verfügt noch über drei Ecktürme. Ein ehemaliger Bergfried wird im Hof vermutet. Im Norden wird der Burghof von einer Wehrmauer mit Schießscharten gesichert. Stellenweise ist noch der Verlauf des Wassergrabens erkennbar. Die im Untergeschoss massiven Gebäude wurden im 16. Jahrhundert durch Fachwerkgeschosse erweitert oder erneuert.